# Caón

Tribu del antiguo Epiro a la que Caón da nombre.

Caón (en griego: Χάων; gen.: Χάονος) fue un héroe griego y ancestro epónimo de los caones que dieron su nombre a Caonia, región noroccidental de Epiro en Grecia. Las historias no son claras en cuanto a si él era el amigo o el hermano de Héleno, pero en cualquier caso, le acompañó en la corte de Neoptólemo. Los mitos concernientes a la muerte de Caón dejan tantas dudas como en su relación con Heleno. Caón fue asesinado en un accidente de caza o bien se ofreció como sacrificio a los dioses durante una epidemia para salvar la vida de sus compatriotas. En cualquier caso, cuando Heleno llega a ser soberano, éste dio el nombre de Caón a una parte de su reino.
Caón fue además un nombre usual en la Antigua Grecia. Personajes conocidos son Caón, hijo de Filomeno (Χάων Φιλουμένου) y Caón, hijo de Eudoxo (Χάων Εὐδόξου).